# Seventeen (canción de Ladytron)
«Seventeen» es una canción del grupo inglés de música electrónica Ladytron. Fue lanzado como el primer sencillo de su segundo álbum Light & Magic (2011).

## Contenido
La canción es conocida por su letra minimalista, que consiste únicamente en: "Solo te quieren cuando tienes diecisiete / Cuando tienes veintiuno, no eres divertido / Toman una Polaroid y te dejan ir / Dicen que Te lo haré saber, así que vamos" (en inglés): "They only want you when you're seventeen / When you're twenty-one, you're no fun / They take a Polaroid and let you go / Say they'll let you know, so come on".
Una nueva versión "Seventeen 05", hecha por la banda, incluida en el sencillo "Destroy Everything You Touch".

## Video musical
El vídeo musical de "Seventeen" presenta a la banda tocando la canción en una habitación negra especial, que incluye algunas luces de neón. La habitación negra está separada por una amplia ventana de otra habitación gris más grande. En la habitación gris hay una báscula, un teléfono y un soporte con un televisor viejo y otro dispositivo que parece una videograbadora. Mira Aroyo y Helen Marnie están frente a la habitación negra cerca de esa ventana, y Daniel Hunt y Reuben Wu están atrás. Cada miembro viste un uniforme negro y toca un sintetizador.
El vídeo comienza con un grupo de colegialas y un profesor entrando a la habitación gris desde un largo vestíbulo. Las chicas empiezan a bailar mientras la banda interpreta la canción y también las mira a través de esa amplia ventana. De vez en cuando el profesor saca a una de las chicas. Al final de la canción, solo queda una chica en la habitación gris. Luego comienza a mirar a la banda a través de la ventana.

## Legado
"Seventeen" se utilizó en la película Party Monster de 2003. Se utilizó en los álbumes de mezclas Fabric 09 de Slam, A Bugged Out Mix de Felix da Housecat y en Most of the Remixes de Soulwax. En 2015, la canción se utilizó en el documental de la BBC Three Secrets of China.

## Usos de la Canción
"Seventeen" fue usada en la película de 2003, Party Monster. También fue usada en los álbumes Fabric 09, A Bugged Out Mix por Felix da Housecat y
en Most of the Remixes por Soulwax.
También, la canción puede ser escuchada en la 41° Transmission Gagavision de Lady Gaga que salió en línea cuando ella confronta a su mánager de backstage.

## Listado de canciones
CD
1. "Seventeen (Original Mix)" - 4:41
2. "Seventeen (The Droyds Mix)" - 6:27
3. "Seventeen (Soulwax Mix)" - 4:47
4. "Seventeen (Radio Edit)" - 3:31

Vinilo de 12"
1. "Seventeen (Original Mix)"
2. "Seventeen (Mantraxx Mix)"
3. "Seventeen (The Droyds Mix)"
4. "Seventeen (Soulwax Edit)"

## Gráficas
| Gráfica (2002-2003)            | Posición más alta |
| ------------------------------ | ----------------- |
| Australia (ARIA)               | 45                |
| Reino Unido (UK Singles Chart) | 68                |